# Perez Hilton
Mario Armando Lavandeira Jr. (Miami, Florida, 23 de marzo de 1978), más conocido por su seudónimo Perez Hilton, es un bloguero estadounidense conocido por comentar en internet noticias relacionados con el mundo del espectáculo siguiendo un estilo cercano al sensacionalismo.

## Biografía
Nació en la ciudad de Miami (Florida) de padres cubanos. Tras conseguir su título de Bachelor of Arts en la Universidad de Nueva York, se trasladó en 2002 a Los Ángeles, su residencia actual. Es en Nueva York donde comienza a ejercer funciones de redactor para diversas publicaciones de temática LGBT y ejerció como ayudante de comunicación en la GLAAD, asociación contra la homofobia en los medios. Perez Hilton es abiertamente homosexual.
A finales de 2004 abre su primer blog, conocido como PageSixSix, sobre las celebridades de Hollywood, que se convierte meses después en una referencia de la prensa rosa de Estados Unidos. En 2006 cierra ese blog para abrir su bitácora actual, PerezHilton.com, que mantiene el mismo estilo. Dicho pseudónimo es un juego de palabras con el nombre de otra celebridad, Paris Hilton.

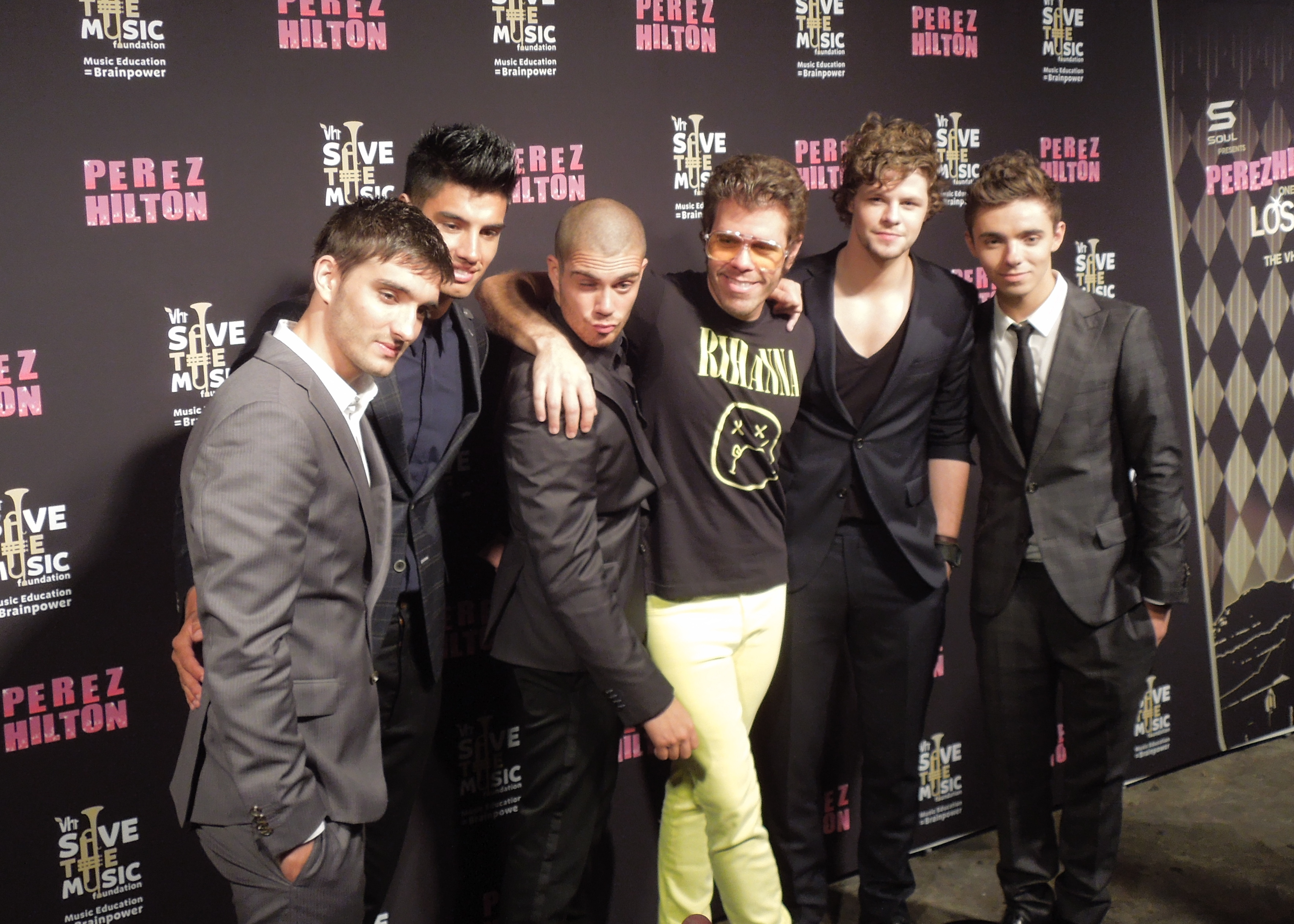
Perez y The Wanted en 2012.

Como bloguero, comenzaría a desarrollar un estilo cercano al sensacionalismo de varios medios del corazón. Así, Perez Hilton relata diversos acontecimientos, y realiza bromas y críticas contra toda clase de artistas de la cultura popular estadounidense. También ha realizado diversas insinuaciones sobre la condición sexual de algunas celebridades, forzándoles incluso a declarar su homosexualidad. Ese estilo le ha acarreado varios pleitos, así como críticas por su estilo agresivo por parte de diversos actores y otros colectivos, como la GLAAD.
El blog de Perez Hilton consiguió fama mundial llegando incluso a ser influyente en los círculos estadounidenses del espectáculo. Por ejemplo, pidiendo el cese de Isaiah Washington del reparto de Anatomía de Grey tras sus comentarios homófobos o posteando canciones de sus artistas favoritos, siendo un ejemplo de ello la entrada de Mika al mercado estadounidense.

## Vida privada
En febrero de 2013, se convirtió en padre por primera vez, noticia que fue anunciada a través de su cuenta de Twitter: «Queridos amigos, quiero que escuchen esto directamente de mí, aquí mismo. Estoy listo para anunciar que este mes fui bendecido con el nacimiento de mi primer hijo, un hermoso y sano niño con mucho pelo en su diminuta cabeza», comentó Pérez Hilton. «Mi familia está encantada con esta nueva y apreciada incorporación», añadió el comentarista de las intimidades de los famosos que dijo sentirse «preparado para el desafío de guiar» a su hijo en su vida.[cita requerida]

### Televisión
Su primera aparición en televisión, ya como bloguero conocido, fue en un reality show de VH1 de seis capítulos, titulado What Perez Sez y que se emitió dentro del programa The View en 2007. Poco después comenzó a aparecer en otros programas de MTV, hasta el punto de ser uno de sus rostros habituales.
A partir del 2009 Perez es constantemente llamado para animar y presentar las reuniones de Bad Girls Club de Oxygen.
Durante la gala de Miss USA 2009 Hilton participó como miembro del jurado. Este preguntó a Carrie Prejean, representante de California y que terminó en segundo lugar, sobre su opinión respecto al matrimonio entre personas del mismo sexo. La respuesta de Prejean, que sobre la base de sus convicciones religiosas declaró que sólo creía en el matrimonio entre un hombre y una mujer, fue duramente criticada por Hilton al término del concurso y habló de mala manera sobre ella y su religión.
En verano de 2010, Perez apareció en un episodio de la serie Victorious, llamado Wi-Fi en el cielo, haciendo de él mismo.
En mayo de 2010, Perez se involucró en el supuesto sabotaje de Interscope al álbum Bionic de Christina Aguilera, el cual en 2013 afirmó que Lady Gaga también había participado del mismo para boicotear al álbum de Aguilera.
En enero de 2011, Perez tuvo una aparición especial en el vídeo de S&M de la cantante barbadense Rihanna, donde se muestra a la cantante caminando con Perez Hilton con una correa simulando ser un perro, y llevando una pelota como mordaza.
En marzo de 2011, Perez hizo otra aparición en un video, esta vez en el de los cantantes latinos Christian Chávez y Anahí, llamado Libertad, donde se lo ve vestido en disfraz de conejo, mientras escribe en su blog, su opinión acerca del video.
En otoño del año 2011 hace aparición en la serie 90210, en un episodio titulado It's the Great Masquerade, Naomi Clark, haciendo el papel de él mismo.
En este mismo año, hace aparición en un capítulo de la serie latinoamericana Popland!, emitida por el canal MTV, siendo este su primer papel en una serie hispanoamericana.
Hizo aparición como Anunciador Especial Invitado el lunes 16 de enero de 2012 durante la lucha de Divas en la edición de WWE RAW SuperShow, la cual se realizó desde el Honda Center en Anaheim, California.
También en 2012, tuvo lugar como invitado especial en el episodio Nationals de la serie de FOX, Glee.
Redes Sociales
Su popularidad con la llegada de las redes sociales ha sido creciente, al igual que las polémicas que ha protagonizado. El uso de sus redes sociales como una extensión de la información que ofrece en su página web no ha estado exenta de polémicas. Además desde sus redes sociales comenta en los perfiles de personas famosas o populares. Estos comentarios han derivado en ocasiones en una fuerte crítica de usuarios hacia Pérez Hilton, siendo el caso más sonado su baneo en TikTok en diciembre de 2020: a raíz de un comentario en marzo de 2020 en la cuenta de Charli D'Amelio (una de las usuarias con mayor número de seguidores en TikTok), consiguió "enemistarse" con sus fans, resultando en una importante campaña en contra de Pérez Hilton, al que TikTok acabó por retirarle su cuenta.